# じゃりパン

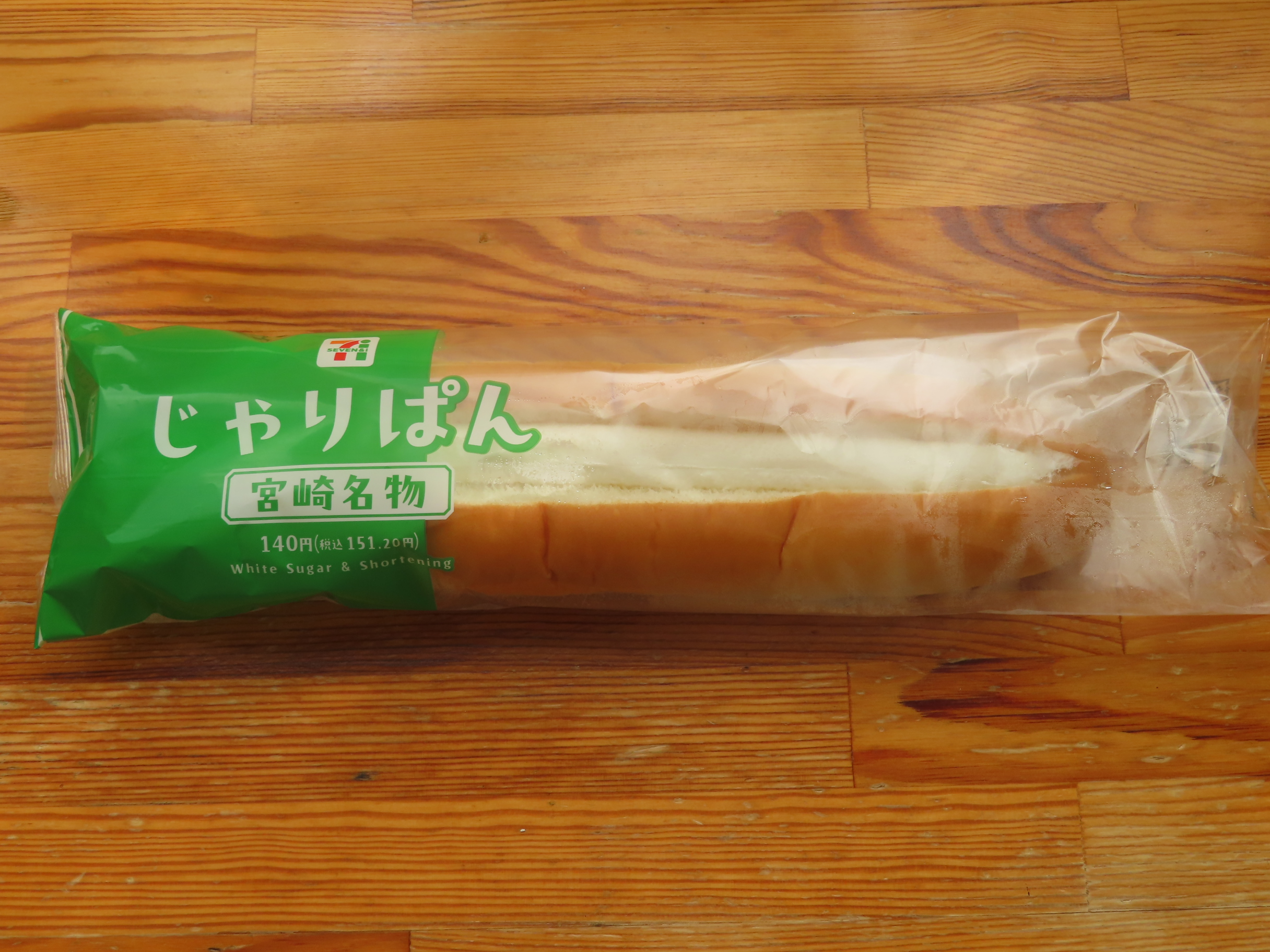
セブン-イレブンから販売されているじゃりぱん

じゃりパン（じゃりぱん）とは、宮崎県発祥の菓子パンである。
コッペパンに、ホイップクリームとグラニュー糖を混ぜた餡がサンドされている。宮崎市のパン屋ミカエル堂が発祥で元々はバタークリームロールと言う名前で売っていたが、食べた学生が噛んだときにジャリジャリとした食感があり、じゃりパンと呼んだ事が名前の由来となっている。ジャリジャリとした食感はグラニュー糖が固形のままであるためである。
2007年には、コンビニエンスストアのファミリーマートが開催した「そのまんま宮崎フェア」の一品として販売された。
料理漫画クッキングパパでも、宮崎在住の女性キャラクターの紹介という形で登場している。
1970年代頃までは鹿児島県の一部でも模倣品が作られていたが現在はすっかり廃れている。
発祥のパン屋ミカエル堂は材料費の高騰等の理由で2023年3月末で惜しまれながら閉店したが、事業承継により高校時代にミカエル堂のじゃりパンを食べていたと言う女性がミカエル堂の名とレシピを引き継ぎ、2024年秋にじゃりパン専門店として新たに開店し、ミカエル堂のじゃりパンが復活する事になり、2024年11月14日に宮崎中央卸売市場の飲食店等が立ち並ぶエリアの一角でオープンする。